# Paul Theodor Carpov
Paul Theodor Carpov, auch latinisiert  Paulus Theodorus Carpovius, (* 1714 in Bolschow bei Neustadt, Polnisch-Preußen; † 27. Mai 1765 in Bützow, Mecklenburg) war ein deutscher Philologe, Theologe und Hochschullehrer.

## Leben
Paul Theodor Carpov war der Sohn des evangelischen Pfarrers Adam Carpovius, der von 1707 bis 1740 in Bolschow (auch Bohlschau oder Bolszewo) bei Neustadt und Danzig wirkte. Carpov hatte an der Universität Wittenberg den Magister artium erworben. Er kam 1735 aus Danzig als Privatdozent der orientalischen Sprachen an die Philosophische Fakultät der Rostocker Universität. 1737 erfolgte die Rezeption an der Fakultät. Vom mecklenburgischen Herzog Karl Leopold wurde er 1738 zum herzoglichen ordentlichen Professor für Hebräische Sprache und Katechetischen Theologie berufen und am 22. Oktober in das Amt eingeführt. Er erhielt damit die schon seit 17 Jahren vakante Stelle des Karl Arnd. Am 16. November 1747 erfolgte die Promotion zum Doktor med. Carpov war sechsmal Dekan der Philosophischen Fakultät und 1744 Rektor der Universität.
Mit der 1760 durch Herzog Friedrich von Mecklenburg vollzogenen Gründung der Friedrichs-Universität in Bützow wechselten die herzoglichen Professoren von Rostock an die neue Universität. Carpov erhielt dort an der Philosophischen Fakultät die Professur der Orientalischen Sprachen. 1761 war er Dekan der Fakultät und 1763 Rektor der Bützower Universität. Carpov verstarb 1765 im Amt, sein Nachfolger wurde Oluf Gerhard Tychsen.
Paul Theodor Carpov war ab dem 8. Juli 1739 mit Maria Elisabeth Senstius verheiratet.
Carpov verfasste hauptsächlich Schriften zu theologischen und hebräischen Fragen – zur hebräischen Rechtsgeschichte, Kultur und Sitten.